# Acalypha brachyclada
Acalypha brachyclada är en törelväxtart som beskrevs av Johannes Müller Argoviensis. Acalypha brachyclada ingår i släktet akalyfor, och familjen törelväxter. Inga underarter finns listade i Catalogue of Life.